# Чаплинский район
Чапли́нский райо́н — упразднённая административная единица в южной части Херсонской области Украины. С 2020 года территория района входит в состав Каховского района.
Административный центр — посёлок городского типа Чаплинка.

## География
На севере граничит с Каховским районом, на востоке с Новотроицким, на западе с Алёшковским, на юге с Каланчакским районом.

## История
Образован в 1923 году в составе Херсонского округа. Упразднён в 1931, восттановлен в 1935 году в составе Одесской области. В 1937 передан в состав Николаевской области. В 1944 году стал частью Херсонской области.
4 июня 1958 года к Чаплинскому району был присоединён Белоцерковский сельсовет упразднённого Новомаячковского района. 05.02.1965 Указом Президиума Верховного Совета РСФСР Балтазаровский сельсовет Скадовского района передан в состав Чаплинского района, а сельсоветы Чаплинского района: Владимиро-Ильинский — в состав Новотроицкого района, Тавричанский — в состав Каховского района.
17 июля 2020 года в результате административно-территориальной реформы район вошёл в состав Каховского района. На его территории были сформированы Аскания-Новая, Крестовская, Присивашская и Чаплинская территориальные общины

## Административное деление
В район входило 2 поселковых совета и 18 сельсоветов, а на территориях подчинённых им были расположены 2 посёлка городского типа (Аскания-Нова и Чаплинка), 6 посёлка и 33 села.